# Henri Saivet
Pour les articles homonymes, voir Saivet.
Henri Saivet, né le 26 octobre 1990 à Dakar (Sénégal), est un footballeur international sénégalais qui évolue au poste de milieu offensif au Clermont Foot.

## Biographie

### Parcours en club
Il signe son premier contrat professionnel durant l'été 2007 avec les Girondins de Bordeaux. Il est alors le plus jeune joueur professionnel de l'effectif professionnel des Girondins de Bordeaux.
Il dispute son premier match de Ligue 1 le samedi 17 mai 2008 face à Lens en entrant en cours de jeu. Sa première titularisation en Ligue 1 a lieu le samedi 17 avril 2010 face à l'Olympique lyonnais (2-2).
En 2009-2010, il subit deux fractures du pied.
En janvier 2011, il est prêté à Angers SCO pour 6 mois. Le 29 janvier 2011, face à Grenoble, il marque son premier but en pro sous ses nouvelles couleurs.
Il est de retour en Gironde pour la saison 2011-2012 qui voit Francis Gillot réussir a relancer les Bordelais en obtenant la cinquième place de L1 après une série de six victoires durant l'une desquelles Henri Saivet inscrit son premier but en L1 avec les Girondins.
Durant la saison 2012-2013, Henri Saivet obtient du temps de jeu en tant que titulaire ou remplaçant (l'effectif tournant beaucoup avec la C3) et inscrit notamment deux buts durant les quatre premières journées de Ligue 1.
Entre mars 2014 et janvier 2015, sa carrière est perturbée par une gêne à un genou.
En 2015-2016, Saivet, utilisé comme attaquant ou milieu offensif auparavant, joue davantage au poste de milieu relayeur dans l'équipe de Bordeaux dirigée par Willy Sagnol. Il est également capitaine de Bordeaux à plusieurs reprises en raison de blessures de ses coéquipiers Lamine Sané ou Grégory Sertic.
Henri Saivet quitte les Girondins de Bordeaux après y avoir passé 14 ans et disputé un peu moins de 200 matchs. Il y aura remporté de nombreux titres dont le championnat de France en 2009. Il rejoint ainsi le club anglais de Newcastle United pour un montant avoisinant les 6,7M€. L'ex-joueur bordelais y signe un contrat courant jusqu'en 2021, soit 5 ans et demi.

### Prêts à l'AS Saint-Étienne et en Turquie
Le 24 août 2016, il s'engage avec l'AS Saint-Étienne sous forme de prêt, pour une durée d'un an sans option d'achat. Il retourne à Newcastle à l'issue de son prêt.
Lors du mercato d'hiver 2018, il est prêté à Sivasspor, puis l'été suivant à Bursaspor, dans le championnat turc. Il inscrit notamment deux buts avec Bursaspor.
Il quitte finalement Newcastle le 1er juillet 2021 après cinq ans et demi de contrat et seulement huit matchs joués.

### Relance à Pau
Lors de l'été 2022, après une saison sans club, il s'engage pour deux saisons avec le Pau FC, qui évolue en Ligue 2,. Auteur de 4 buts en 9 matchs, Saivet s'impose comme un cadre de l'équipe béarnaise.
Son début de saison remarqué lui permet d'afficher l'ambition de participer à la Coupe du monde de football 2022. Après un début de saison tonitruant, il a parfois donné l'impression de gérer son physique après une saison sans compétition, mais s'est avéré être un élément indispensable au jeu de son équipe par sa technique raffinée, sa vision du jeu, son expérience, son leadership et ses buts précieux sur coups francs.
Pour sa deuxième saison au club, Henri Saivet est un cadre indéboulonnable de l'équipe, surprenant 5e à la trêve hivernale. Ses prestations de haut vol le consacrent comme l'un des joueurs les plus en vue de Ligue 2, attestant pleinement de son retour à un niveau d'excellence. 
Henri Saivet désormais capitaine du Pau FC, exprime son désir de prolonger son contrat avec le club. Ayant déjà dépassé ses performances de la saison précédente en termes de buts et de passes décisives, Saivet affirme se sentir bien dans l'équipe et aspire à aider le cliub dans son développement. Malgré des moments difficiles, notamment le décès de sa mère, Saivet est resté concentré sur son jeu et estime avoir trouvé en Béarn un environnement où il prend un plaisir immense à jouer. Saivet loue également l'impact positif de l'entraîneur Nicolas Usaï sur l'équipe et exprime sa volonté de s'inscrire dans la durée à Pau, bien que d'autres clubs montrent de l'intérêt pour lui. 
Saivet espère marquer l'histoire du club en étant le capitaine qui emmèra le club vers une place dans les play-offs de Ligue 2.

### Parcours en sélection
Souvent sélectionné en dans les catégories d'âge de l'équipe de France, Henri Saivet fut l'un des grands espoirs du football français.
Le 13 août 2012, il annonce que s'il n'est pas sélectionné prochainement par le nouveau sélectionneur Didier Deschamps, il pourrait aspirer
à jouer pour le Sénégal.
En 2013, il finit par donner son accord pour jouer sous les couleurs de son pays d'origine. Il fait ainsi ses débuts avec l'équipe du Sénégal le 14 août 2013 lors d'un match amical contre la Zambie (nul 1-1). Par la suite, il participe aux éliminatoires du mondial 2014 et de la CAN 2015.
Tout juste remis d'une longue blessure au genou qui l'a tenu éloigné des terrains pendant des mois, il est pourtant sélectionné par Alain Giresse pour jouer la CAN 2015, ce qui surprend plusieurs spécialistes. La compétition se termine cependant vite pour les Sénégalais éliminés dès la phase de poule. Après cela, il n'est plus rappelé pendant des mois. Souffrant en effet de son faible temps de jeu en club (aussi bien à Bordeaux qu'à Newcastle), le nouveau sélectionneur Aliou Cissé se passe de ses services.
Retrouvant un bon niveau et du temps de jeu à l'AS Saint-Étienne, il fait son retour en sélection en étant inclus dans la liste des 23 d'Aliou Cissé pour la CAN 2017. Durant le deuxième match de poule face au Zimbabwe, il marque son premier but avec les Lions de la Teranga par un superbe coup franc direct (victoire 2-0).

## Statistiques
| Saison                | Club                    | Championnat           | Championnat | Championnat | Championnat | Coupe nationale | Coupe nationale | Coupe nationale | Coupe de la Ligue | Coupe de la Ligue | Coupe de la Ligue | Supercoupe | Supercoupe | Supercoupe | Compétition(s) continentale(s) | Compétition(s) continentale(s) | Compétition(s) continentale(s) | Compétition(s) continentale(s) | Sénégal | Sénégal | Sénégal | Total | Total | Total |
| Saison                | Club                    | Division              | M.          | B.          | P.d.        | M.              | B.              | P.d.            | M.                | B.                | P.d.              | M.         | B.         | P.d.       | Comp.                          | M.                             | B.                             | P.d.                           | M.      | B.      | P.d.    | M.    | B.    | P.d.  |
| 2007-2008             | Girondins de Bordeaux   | Ligue 1               | 1           | 0           | 0           | -               | -               | -               | -                 | -                 | -                 | -          | -          | -          | C3                             | -                              | -                              | -                              | -       | -       | -       | 1     | 0     | 0     |
| 2008-2009             | Girondins de Bordeaux   | Ligue 1               | 1           | 0           | 0           | -               | -               | -               | -                 | -                 | -                 | -          | -          | -          | C1+C3                          | -                              | -                              | -                              | -       | -       | -       | 1     | 0     | 0     |
| 2009-2010             | Girondins de Bordeaux   | Ligue 1               | 3           | 0           | 0           | 2               | 0               | 0               | 1                 | 0                 | 0                 | -          | -          | -          | C1                             | 1                              | 0                              | 0                              | -       | -       | -       | 7     | 0     | 0     |
| 2010-2011             | Girondins de Bordeaux   | Ligue 1               | 6           | 0           | 0           | 1               | 0               | 0               | 2                 | 0                 | 0                 | -          | -          | -          | -                              | -                              | -                              | -                              | -       | -       | -       | 9     | 0     | 0     |
| 2011                  | Angers SCO (prêt)       | Ligue 2               | 18          | 3           | 3           | 2               | 1               | 0               | -                 | -                 | -                 | -          | -          | -          | -                              | -                              | -                              | -                              | -       | -       | -       | 20    | 4     | 3     |
| Sous-total            | Sous-total              | Sous-total            | 18          | 3           | 3           | 2               | 1               | 0               | -                 | -                 | -                 | -          | -          | -          | -                              | -                              | -                              | -                              | -       | -       | -       | 20    | 4     | 3     |
| 2011-2012             | Girondins de Bordeaux   | Ligue 1               | 24          | 1           | 2           | 2               | 1               | 0               | -                 | -                 | -                 | -          | -          | -          | -                              | -                              | -                              | -                              | 1       | 0       | 0       | 27    | 2     | 2     |
| 2012-2013             | Girondins de Bordeaux   | Ligue 1               | 34          | 8           | 1           | 5               | 1               | 0               | 2                 | 0                 | 0                 | -          | -          | -          | C3                             | 8                              | 0                              | 1                              | -       | -       | -       | 49    | 9     | 2     |
| 2013-2014             | Girondins de Bordeaux   | Ligue 1               | 33          | 6           | 4           | 2               | 1               | 0               | 2                 | 0                 | 0                 | 1          | 1          | 0          | C3                             | 4                              | 0                              | 0                              | 4       | 0       | 0       | 46    | 8     | 4     |
| 2014-2015             | Girondins de Bordeaux   | Ligue 1               | 14          | 0           | 0           | 1               | 0               | 0               | 1                 | 0                 | 0                 | -          | -          | -          | -                              | -                              | -                              | -                              | 4       | 0       | 0       | 20    | 0     | 0     |
| 2015-2016             | Girondins de Bordeaux   | Ligue 1               | 18          | 2           | 0           | -               | -               | -               | 1                 | 1                 | 0                 | -          | -          | -          | C3                             | 8                              | 1                              | 0                              | 5       | 0       | 0       | 32    | 4     | 0     |
| Sous-total            | Sous-total              | Sous-total            | 134         | 17          | 7           | 13              | 3               | 0               | 9                 | 1                 | 0                 | 1          | 1          | 0          | -                              | 21                             | 1                              | 1                              | 14      | 0       | 0       | 192   | 23    | 8     |
| 2015-2016             | Newcastle United        | P.League              | 4           | 0           | 0           | -               | -               | -               | -                 | -                 | -                 | -          | -          | -          | C3                             | -                              | -                              | -                              | -       | -       | -       | 4     | 0     | 0     |
| 2016-2017             | AS Saint-Étienne (prêt) | Ligue 1               | 27          | 1           | 2           | -               | -               | -               | 1                 | 0                 | 0                 | -          | -          | -          | C3                             | 7                              | 0                              | 1                              | 6       | 1       | 0       | 41    | 2     | 3     |
| Sous-total            | Sous-total              | Sous-total            | 27          | 1           | 2           | -               | -               | -               | 1                 | 0                 | 0                 | -          | -          | -          | -                              | 7                              | 0                              | 1                              | 6       | 1       | 0       | 41    | 2     | 3     |
| 2017-2018             | Newcastle United        | P.League              | 1           | 1           | 0           | -               | -               | -               | -                 | -                 | -                 | -          | -          | -          | -                              | -                              | -                              | -                              | -       | -       | -       | 1     | 1     | 0     |
| Sous-total            | Sous-total              | Sous-total            | 5           | 1           | 0           | -               | -               | -               | -                 | -                 | -                 | -          | -          | -          | -                              | -                              | -                              | -                              | -       | -       | -       | 5     | 1     | 0     |
| 2017-2018             | Sivasspor (prêt)        | Süper Lig             | 12          | 0           | 1           | -               | -               | -               | -                 | -                 | -                 | -          | -          | -          | -                              | -                              | -                              | -                              | -       | -       | -       | 12    | 0     | 1     |
| Sous-total            | Sous-total              | Sous-total            | 12          | 0           | 1           | -               | -               | -               | -                 | -                 | -                 | -          | -          | -          | -                              | -                              | -                              | -                              | -       | -       | -       | 12    | 0     | 1     |
| 2018-2019             | Bursaspor (prêt)        | Süper Lig             | 29          | 2           | 2           | -               | -               | -               | -                 | -                 | -                 | -          | -          | -          | -                              | -                              | -                              | -                              | -       | -       | -       | 29    | 2     | 2     |
| Sous-total            | Sous-total              | Sous-total            | 29          | 2           | 2           | -               | -               | -               | -                 | -                 | -                 | -          | -          | -          | -                              | -                              | -                              | -                              | -       | -       | -       | 29    | 2     | 2     |
| 2022-2023             | Pau FC                  | Ligue 2               | 34          | 7           | 3           | 3               | 1               | 0               | -                 | -                 | -                 | -          | -          | -          | -                              | -                              | -                              | -                              | -       | -       | -       | 37    | 8     | 3     |
| 2023-2024             | Pau FC                  | Ligue 2               | 14          | 6           | 3           | 1               | 0               | 0               | -                 | -                 | -                 | -          | -          | -          | -                              | -                              | -                              | -                              | -       | -       | -       | 15    | 6     | 3     |
| Sous-total            | Sous-total              | Sous-total            | 48          | 13          | 6           | 4               | 1               | 0               | -                 | -                 | -                 | -          | -          | -          | -                              | -                              | -                              | -                              | -       | -       | -       | 52    | 14    | 6     |
| Total sur la carrière | Total sur la carrière   | Total sur la carrière | 273         | 38          | 21          | 33              | 7               | 0               | 10                | 1                 | 0                 | 1          | 1          | 0          | -                              | 28                             | 1                              | 2                              | 20      | 1       | 0       | 365   | 49    | 23    |

## Palmarès

### En club
- FC Girondins de Bordeaux
  - Championnat de France de football (1) :
    - Champion : 2009

  - Coupe de la Ligue (1) : 
    - Vainqueur : 2009
    - Finaliste : 2010

  - Trophée des champions (2) :
    - Vainqueur : 2008 et 2009

  - Coupe de France (1) :
    - Vainqueur : 2013

### En sélection
- Finaliste de la Coupe d'Afrique des nations de football en 2019 avec le Sénégal.